# 리오프닝
리오프닝(Reopening) 또는 경제활동 재개는 중단되었던 사업이나 경영 활동, 경제 활동이 재개되었음을 의미한다. 중단되었던 사업이나 경영이 재개되어 사업 진행 주체인 기업의 사업, 경영, 경제적 측면에서 다시 새로운 국면으로의 전환을 야기하는 현상이며, 리오프닝은 크게 경영과 경제의 2가지 관점으로 설명된다.

## 경영 관점
기업의 특정한 사업 분야가 얼마 동안 정지했다가 다시 재개하게 된다면 많은 어려움이 직면된다. 새롭게 사업 분야를 개척하는 시기에는 기업들의 사업 영역이 차츰차츰 성장하기에 사업 구조와 비전이 시간 경과에 따라 고도화되지만, 사업을 중단했다가 재개하면 사업을 중단했던 공백기를 메꾸기 위해 기업의 사업 구조를 변경하면서 혼란이 일어날 수 있다. 블루오션에 뛰어드는 기업의 경우 주변 경쟁 기업이 비교적 적은 상태라 규모를 점차 늘릴 수 있지만, 사업이 중단을 겪으면 주변 경쟁 기업은 계속 성장했기에 독점적인 기술이나 마케팅 능력를 개발하지 않는 이상 타 기업의 규모 및 소득의 면에서 밀릴 수 있다.

## 경제 관점
중단되었던 시장이 재개되어 열리는 것 역시 신규 시장이 개척되는 것과는 다른 경제적 현상이 발생한다. 특정한 분야에서 신규 시장이 개척되면 새롭게 열리는 특정한 분야에만 사람들이 관심을 쏟고 그 외 분야에는 금융 흐름이 덜 미치게 되지만, 침체 혹은 중단되었던 사업 분야가 재개한다면 기존에 주목받지 못했던 산업 분야나 경제 분야에 대한 수요가 폭증하여 새로운 시장에서의 다양한 경쟁이 벌어지며 사업 중단 이전에 고착화되었던 시장의 규모가 크게 확대될 수 있다. 이는 새로운 시장이 열리는 것과 같은 경제적 착시현상으로, 기존의 산업 및 경제 구조가 재편되고 기능적 요소들이 재공급된다.